# Ingemar Johansson
Ingemar "Ingo" Johansson (Gotemburgo, Suecia, 22 de septiembre de 1932 - Kungsbacka, Suecia, 30 de enero de 2009 ) fue un boxeador profesional sueco.
Fue campeón mundial de peso pesado de 1959 a 1960, y fue el quinto campeón de peso pesado nacido fuera de Estados Unidos. Johansson ganó el título al derrotar a Floyd Patterson por nocaut técnico en el tercer asalto, tras derribarle siete veces en ese asalto. Por este logro, Johansson recibió el Cinturón Hickok como mejor atleta profesional del año -el único no estadounidense que lo consiguió en los 27 años de existencia del cinturón- y fue nombrado Atleta Masculino del Año de Associated Press y Sports Illustrated.
Johansson también ostentó el título de Campeón peso pesado de la Unión Europea de Boxeo en dos ocasiones, de 1956 a 1958 y de 1962 a 1963. Como aficionado ganó una medalla de plata en la división de peso pesado en las Olimpiadas de Verano de 1952. Llamaba cariñosamente a su puño derecho "toonder y relámpago" por su poder conmovedor (también se le llamaba "bingo de Ingo" y "martillo de Thor"), y en 2003 fue clasificado en el número 99 de la lista de The Ring de los 100 mejores pegadores de todos los tiempos.

## Biografía
Fue campeón mundial de la categoría peso pesado de 1959 a 1960. Recordado por sus tres contiendas por el título mundial, con el boxeador estadounidense Floyd Patterson.

### Infancia
Ingemar Johansson nació en barnbördshuset en Övre Husargatan. La familia vivía entonces en Prinsgatan 7, donde los padres Jens y Ebba se habían trasladado ese mismo año. En 1933, la familia se trasladó a Karl Gustavsgatan 59 en Landala y en 1937 a un apartamento de dos habitaciones en Engdahlsgatan 6 A en Johanneberg. En 1952, la familia se trasladó a una casa unifamiliar en Grimmeredsvägen 82 en Västra Frölunda. El padre trabajó como albañil y el hijo fue cantero antes de ganarse la vida como boxeador profesional. El boxeo estaba en la familia, ya que el padre se había dedicado a ello y había asistido a algunos combates y su primo era el boxeador Vette Larsson, "Ring-Larsson". Los tres hermanos se dedicaron al boxeo por períodos, Henry, Ingemar y Rolf.
Ingemar Johansson se interesó por el boxeo en el invierno/primavera de 1945, cuando vio un combate de boxeo en el Mässhallen: 

Me situé en la cima del Mässhallen, miré hacia abajo, hacia el anillo, y me sorprendió que la gente estuviera tan enganchada. Gritaban como locos y no entendía qué era lo que los comprometía tan violentamente. Pero el espectáculo me atrapó, los gritos de la multitud conectados con los intercambios de golpes. De repente tuve claro que quería convertirme en uno de los personajes de la bóveda de luz bajo las lámparas. Mi corazón empezó a latir con fuerza cuando descubrí que quería ser boxeador.

Johansson ingresó en el Redbergslids Boxing Club a los 13 años, el 7 o el 10 de septiembre de 1945. Se convirtió en su único club sueco. Debutó en el campeonato de clubes juveniles a principios de diciembre de 1947. Fue un partido de exhibición no puntuado contra Karl Eric Lövgren. Sin embargo, el partido significó que Ingemar se convirtió en el campeón de peso pesado del club RBK.

## Carrera profesional

### Primeros años
La introducción de Johansson en la máxima categoría del deporte fue poco propicia. A los diecinueve años fue descalificado por pasividad en los Juegos Olímpicos de Verano de 1952 de Helsinki en la competición de peso pesado en un combate contra el que sería medalla de oro en las Olimpiadas Ed Sanders. Johansson mantuvo que no estaba evadiendo a Sanders (que también recibió una advertencia por pasividad), sino que estaba tratando de cansar a su oponente. Johansson dijo que se había limitado a un entrenamiento de 10 días, que sólo había entrenado con novatos y que su entrenador le había dicho que dejara que Sanders fuera el agresor. No obstante, su medalla de plata fue retenida por su mal rendimiento y no se le entregó hasta 1982.
Johansson se había ganado su puesto en los Juegos Olímpicos al ganar el Campeonato Nacional de Suecia a principios del mismo año, 1952, tras noquear a su oponente en el primer asalto de la final.
Después de los Juegos Olímpicos, Johansson se recluyó durante seis meses y pensó en dejar el boxeo. Sin embargo, volvió al ring y se convirtió en profesional bajo la dirección del editor y promotor de boxeo sueco Edwin Ahlquist, ganando posteriormente sus primeros 21 combates profesionales. Ganó el título profesional escandinavo derribando y superando al danés Erik Jensen (rompiéndose la mano derecha en el proceso). Una mano rota y un año de servicio militar le mantuvieron alejado de los cuadriláteros hasta finales de 1954. En agosto de 1955, en su duodécima pelea profesional, Johansson noqueó al ex campeón europeo de los pesos pesados Hein ten Hoff en el primer asalto. En 1953 se hizo con el título escandinavo de los pesos pesados y, el 30 de septiembre de 1956, ganó el Campeonato Europeo de los Pesos Pesados al vencer por KO en el 13º asalto al italiano Franco Cavicchi en Milán.
Johansson defendió con éxito su corona europea contra los pesos pesados clasificados Henry Cooper (KO en el quinto asalto el 19 de mayo de 1957) y Joe Erskine, con un TKO en el 13º asalto el 21 de febrero de 1958.

### Campeón del mundo de los pesos pesados

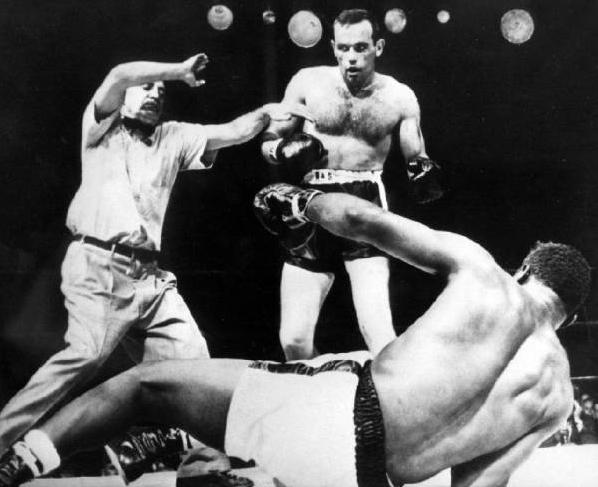
Johansson noquea a Floyd Patterson para convertirse en campeón mundial de los pesos pesados, 1959.

Johansson se ganó su oportunidad de conseguir la corona mundial de los pesos pesados cuando noqueó al principal aspirante Eddie Machen en el primer asalto de su combate eliminatorio el 14 de septiembre de 1958. Ante 53.615 aficionados en el estadio de fútbol de Ullevi, Johansson derribó a Machen en tres ocasiones, terminando finalmente con un aluvión de golpes a los 2:16 del primer asalto. Johansson firmó entonces para pelear con el campeón Floyd Patterson.
Johansson era una figura pintoresca en la ciudad de Nueva York mientras se entrenaba para la pelea. Evitando el régimen de entrenamiento monástico favorecido por Patterson y otros púgiles, Johansson se entrenó en el centro turístico de Catskill. No parecía entrenar con especial intensidad, y a menudo se le veía en locales nocturnos con su atractiva novia, Elaine Sloane, a la que invitó a salir mientras ella trabajaba para Sports Illustrated.
Subió al ring en el Estadio de los Yankees el 26 de junio de 1959, las apuestas estaban 5-1 en contra.
Johansson pasó los dos primeros asaltos del encuentro retrocediendo y lanzando un ligero golpe de izquierda al campeón. En el tercer asalto, Johansson lanzó un amplio gancho de izquierda que Patterson bloqueó con su mano derecha. Cuando apartó su mano derecha de su posición protectora de peek-a-boo (puños en posición defensiva frente a la cara) ante su barbilla, Johansson le lanzó una potente y corta mano derecha. Patterson cayó, se levantó con las piernas inestables y quedó fuera de combate. Johansson siguió con su ventaja y mandó a Patterson al suelo seis veces más en el asalto antes de que el combate fuera detenido por el árbitro Ruby Goldstein. Johansson lo celebró con su novia y futura esposa Birgit Lundgren y al día siguiente un titular de un periódico de Nueva York expresaba el asombro de la ciudad. Decía: "Ingo - Es Bingo". Cuando Johansson regresó a Suecia, voló en helicóptero y aterrizó en el principal estadio de fútbol de Gotemburgo, su ciudad natal, y fue aclamado por 20.000 personas. Apareció en la portada de Sports Illustrated, así como en la de Life Magazine el 20 de julio de 1959, junto a Birgit.
Johansson era un campeón extravagante, precursor de los "Swinging Sixties". Una publicación apodó a Johansson "el Cary Grant del boxeo" y en 1960 apareció en la película Todos los jóvenes como marine, junto a las estrellas Alan Ladd y Sidney Poitier. Allá donde iba, en Estados Unidos o en Suecia, llevaba a una bella mujer del brazo, con los paparazzi haciendo fotos.
En ese momento, el retirado campeón de los pesos pesados Rocky Marciano, que se sentó junto al ring y presenció cómo Johansson noqueaba a Patterson, consideró un posible regreso para un combate de campeonato contra Johansson. Entró en un campo de entrenamiento, manteniendo un perfil bajo, pero abandonó la idea porque no podía ponerse en la condición que tenía anteriormente, sintiendo que era demasiado viejo para una pelea por el título.

### Remate con Patterson
Johansson le pidió matrimonio a su novia Birgit en abril de 1960, después de que el campeón visitara Egipto. Entonces se dedicó a defender su título contra Floyd Patterson. Ambos firmaron la revancha el 20 de junio de 1960. Patterson noqueó a Johansson en el quinto asalto con un gancho de izquierda en salto para convertirse en el primer hombre en recuperar el título mundial de los pesos pesados. El golpe alcanzó la barbilla de Johansson, que cayó a la lona con un golpe seco antes de caer de espaldas. Con la sangre chorreando por la boca, los ojos vidriosos mirando las luces del ring y el pie izquierdo crispado, se le realizó la cuenta. Tras la cuenta, Patterson mostró su preocupación por Johansson acunando a su inmóvil oponente y prometiéndole una segunda revancha. Johansson permaneció de espaldas en la lona durante cinco minutos antes de que le colocaran en un taburete que le llevaron al cuadrilátero. Quince minutos después del nocaut, todavía estaba aturdido e inestable cuando le ayudaron a salir del ring.

### Tercer combate con Patterson
Patterson y Johansson disputaron su último combate el 13 de marzo de 1961. Johansson parecía estar en la peor condición física de sus tres combates con Patterson. A. J. Liebling, escribiendo en The New Yorker, dijo que el resultado parecía predestinado y que Johansson no estaba a dieta para la pelea, comiendo pollo a la crema, pastel de fresas y tarta de queso con cerezas. No obstante, el combate fue competitivo. Johansson sorprendió a Patterson saltando hacia él en el primer asalto y lo derribó. Siguió su ventaja marcando otro derribo, pero fue sorprendido por el famoso gancho de izquierda de Patterson, lo que resultó en un derribo. A medida que avanzaba el combate, se hizo evidente que Johansson estaba agotado. Patterson ganó cuando el árbitro detuvo el combate en el sexto asalto después de que Johansson fuera derribado de nuevo.
Para entrenarse para la tercera pelea con Patterson, Johansson hizo de sparring con un joven Muhammad Ali, conocido entonces como Cassius Clay, en Miami Beach. Después de que Ali "boxeara en el ring, como si fuera él, usando a 'Ingo' como sparring", alguien ofreció 100.000 dólares a Johansson para que peleara en un evento televisado con Ali, pero éste declinó diciendo que la pelea no atraería a tres taquilleros y que Ali no tenía la capacidad de subirse al ring con él en ese momento.

### Carrera posterior y retiro
Johansson, que entonces sólo tenía 29 años, regresó a Europa. Recuperó la corona europea al ganarle a Dick Richardson por KO en ocho asaltos el 17 de junio de 1962. Para entonces, Sonny Liston había arrebatado la corona de los pesos pesados a Patterson, y se intentaba emparejar a Johansson con Liston.
Johansson, sin embargo, luchó contra el peso pesado Brian London el 21 de abril de 1963, en un combate de 12 asaltos sin título. Johansson ganó la mayoría de los asaltos, pero rara vez lanzó un golpe de derecha serio, con la excepción del séptimo asalto, cuando una derecha corta de Johansson hizo tambalearse a London (Las Vegas Sun, 22 de abril de 1963, página 24). En el duodécimo asalto, a falta de cuatro segundos para el final de la pelea, London golpeó a Johansson con una poderosa mano derecha que le hizo caer de espaldas. Johansson se levantó a la cuenta de cuatro, justo cuando sonó la campana para terminar la pelea. Johansson estaba grogui, pero fue el ganador por puntos. UPI puntuó el combate 11-1 a favor de Johansson (Las Vegas Sun, 22 de abril de 1963, página 24).
Al día siguiente, la portada de los periódicos de Estocolmo mostraba una foto suya mareado, subiendo a las cuerdas, con el titular "Despierta Ingo - ¡Has ganado!".  Tras ver esto, escribió una carta a la Unión Europea de Boxeo renunciando a su título y retirándose del boxeo a los 30 años.

## Distinciones
Fue elegido Boxeador del año por la revista Ring Magazine en 1958 y 1959. Es miembro del Salón Internacional de la Fama del Boxeo desde 2002.